# Andorras bidrag i Eurovision Song Contest

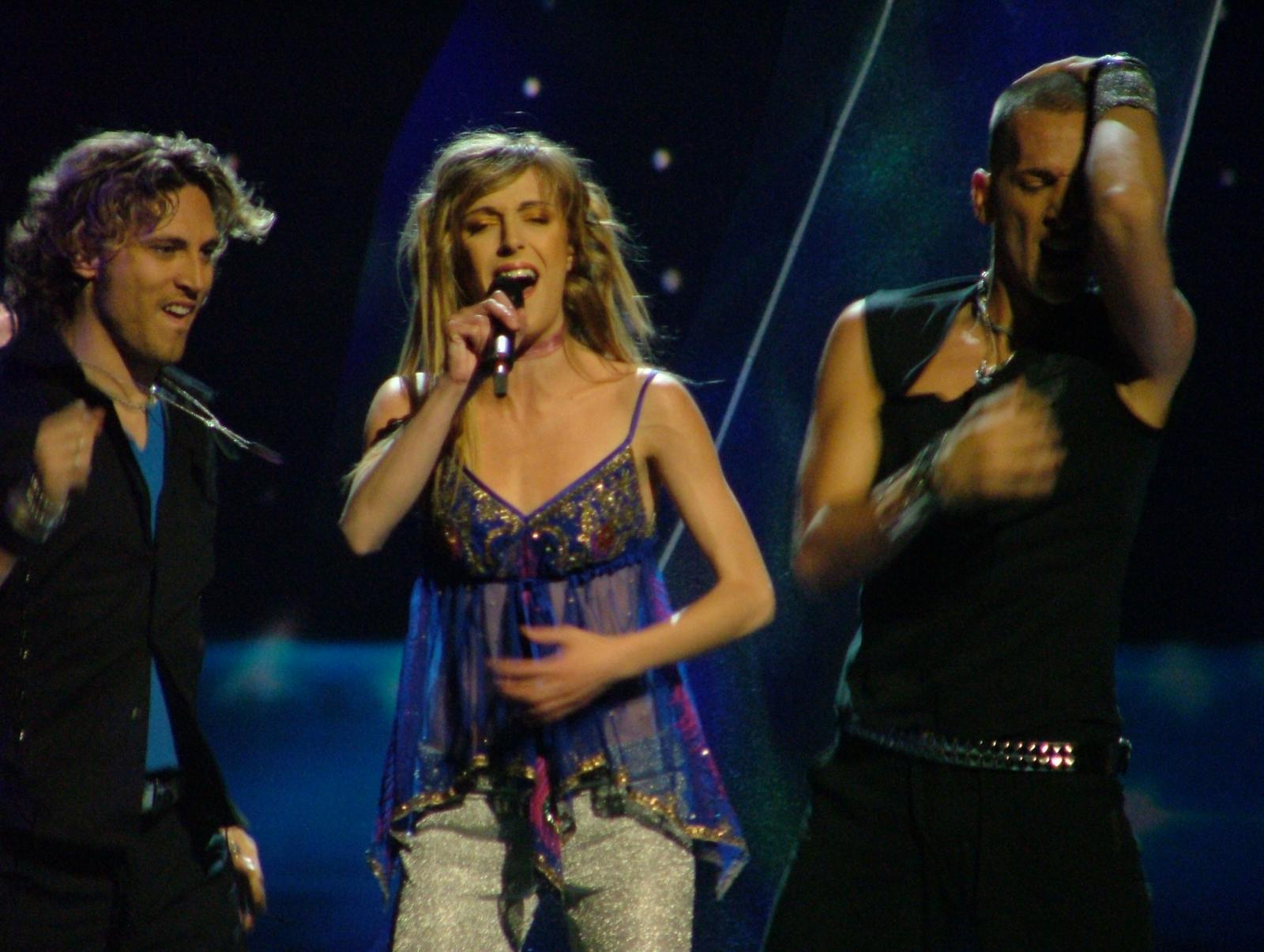
Marta Roure i Istanbul 2004.

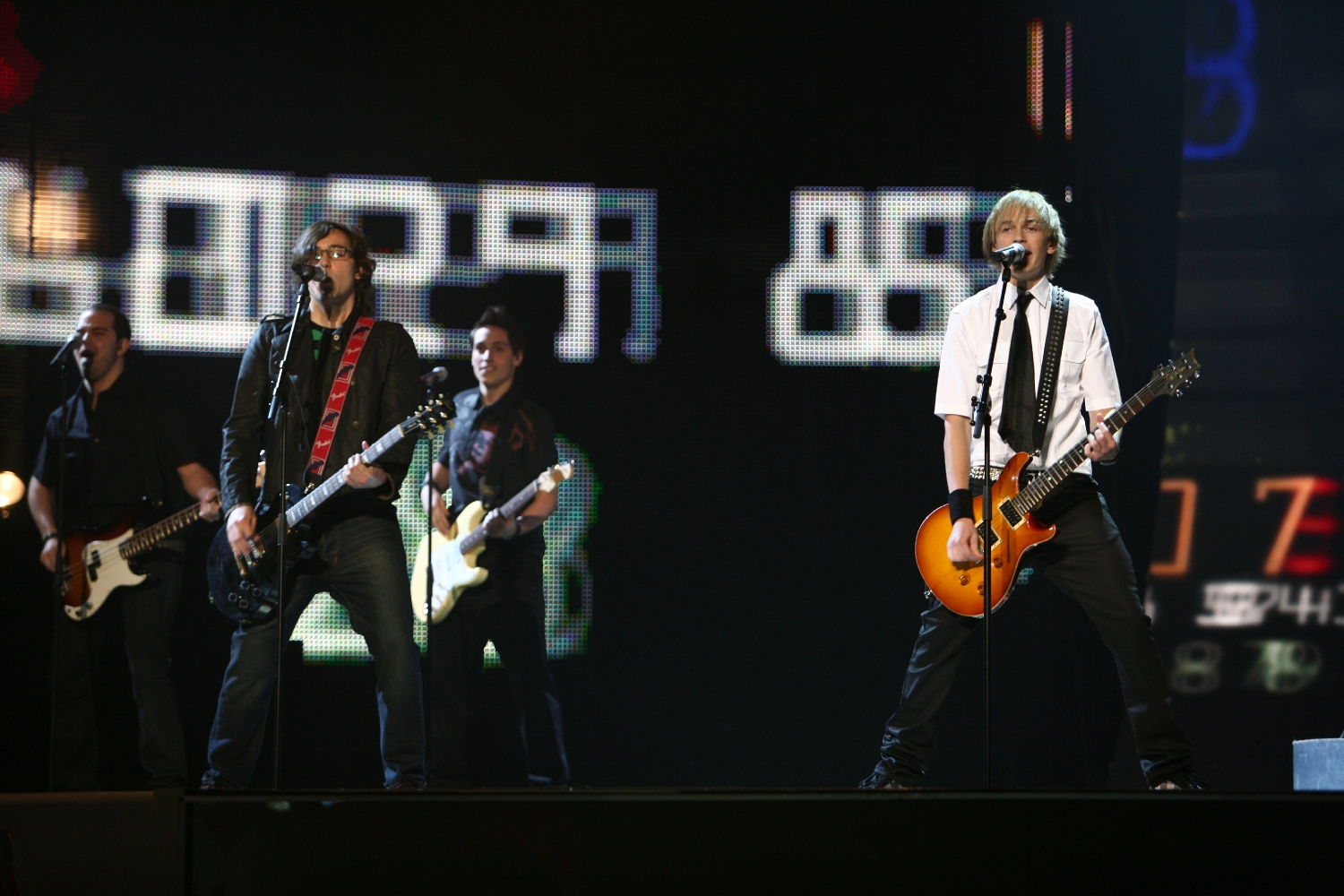
Anonymous i Helsingfors 2007.

Andorra debuterade i Eurovision Song Contest 2004 och har till och med 2009 deltagit 6 gånger. Det andorranska tv-bolaget Ràdio i Televisió d'Andorra (RTVA) har ansvarat för Andorras medverkan varje år sedan 2004.  Genom åren man har deltagit har Andorra varierat sitt sätt att utse artisten och bidraget, antingen genom internval eller en nationell tävling.
Andorra har hittills aldrig stått som segrare i tävlingen och har heller inte kvalat sig till finalen någon gång. Andorra är därmed det enda landet i tävlingen som inte varit i finalen en endaste gång. Deras bästa resultat uppnåddes 2007 då man slutade på tolfte plats i semifinalen. 

## Andorra i Eurovision Song Contest[1]

### Historia
Andorra debuterade 2004 i Istanbul, Turkiet. Innan Andorra kom med i tävlingen 2004 fanns Intresse för tävlingen under en lång tid, trots att det lokala tv-bolaget inte visade tävlingen först förrän 2003. Innan dess kunde man se från dom spanska och franska utsändningarna. Bidragen från Andorra har sedan landet debuterade framförts på katalanska och artisterna har lånats in från andra länder, främst Spanien. Marta Roure är den hittills enda representanten som är född i Andorra. 2008 sjöng de för första gången övervägande på engelska. På debutåret 2004 slutade Marta Roure på artonde plats i semifinalen med 12 poäng som man fick från Spanien. Från debuten fram till sitt sista framträdande 2009 kvalade Andorra sig aldrig till finalen. 2007 tippades att gruppen Anonymous skulle bli först med att kvalificera sig till finalen, men de hamnade istället på tolfteplats i semifinalen, vilket är Andorras bästa placering hittills. Året före hade Andorra slutat sist i semifinalen vilket är landets sämsta placering i tävlingen. Landets senaste framträdande, 2009 i Moskva, representerades landet av danskfödda Susanne Georgi och slutade på femtonde plats i semifinalen. Av ekonomiska skäl drog sig Andorra tillbaka inför tävlingen 2010. Andorra har sedan dess inte deltagit i tävlingen på grund av ekonomiska skäl. På grund av detta valde RTVA (Ràdio i Televisió d'Andorra) att lämna EBU under hösten 2011, vilket omöjliggör att landet ställer upp i ESC den närmaste framtiden. Under de senaste åren har ett förnyat intresse för tävlingen rapporterats bland vissa medlemmar av den andorranska regeringen, och tidigare andorranska Eurovision-artister har också varit för i sitt stöd för att nationen ska återvända till tävlingen.

### Nationell Uttagningsform
Åren 2004–2005 samt 2009 anordnade TV-bolaget RTVA en stor realityshow-tävling för att utse deltagande bidrag, men annars har tv-bolaget istället använt sig av en intern uttagningsprocedur.

## Resultattabell
| 1 | Vinnare                            |
| 2 | Andra plats                        |
| 3 | Tredje plats                       |
| ◁ | Sista plats                        |
| X | Ett bidrag valdes men tävlade inte |

| År                     | Artist            | Bidrag                                 | Språk                | Final              | Poäng              | Semi | Poäng |
| ---------------------- | ----------------- | -------------------------------------- | -------------------- | ------------------ | ------------------ | ---- | ----- |
| 2004                   | Marta Roure       | "Jugarem a estimar-nos"                | Katalanska           | Kvalificerade inte | Kvalificerade inte | 18   | 12    |
| 2005                   | Marian van de Wal | "La mirada interior"                   | Katalanska           | Kvalificerade inte | Kvalificerade inte | 23   | 27    |
| 2006                   | Jenny             | "Sense tu"                             | Katalanska           | Kvalificerade inte | Kvalificerade inte | 23   | 8     |
| 2007                   | Anonymous         | "Salvem el món (Let's Save the World)" | Katalanska, engelska | Kvalificerade inte | Kvalificerade inte | 12   | 80    |
| 2008                   | Gisela            | "Casanova"                             | Engelska             | Kvalificerade inte | Kvalificerade inte | 16   | 22    |
| 2009                   | Susanne Georgi    | "La teva decisió (Get a Life)"         | Katalanska, engelska | Kvalificerade inte | Kvalificerade inte | 15   | 8     |
| Deltar inte sedan 2010 |                   |                                        |                      |                    |                    |      |       |

## Röstningshistorik (2004–2009)
Källa: Eurovision Song Contest Database

### Andorra hargivitmest poäng till...
| Endast finaler | Endast finaler | Endast finaler |
| Nr             | Land           | Poäng          |
| -------------- | -------------- | -------------- |
| 1              | Spanien        | 60             |
| 2              | Ukraina        | 33             |
| 3              | Frankrike      | 26             |
| 4              | Finland        | 21             |
| 4              | Grekland       | 21             |

| Finaler och semifinaler | Finaler och semifinaler | Finaler och semifinaler |
| Nr                      | Land                    | Poäng                   |
| ----------------------- | ----------------------- | ----------------------- |
| 1                       | Portugal                | 64                      |
| 2                       | Spanien                 | 60                      |
| 3                       | Finland                 | 49                      |
| 3                       | Ukraina                 | 49                      |
| 5                       | Israel                  | 45                      |

### Andorra harmottagitflest poäng från...
| Endast semifinaler | Endast semifinaler | Endast semifinaler |
| Nr                 | Land               | Poäng              |
| ------------------ | ------------------ | ------------------ |
| 1                  | Spanien            | 54                 |
| 2                  | Portugal           | 10                 |
| 3                  | Estland            | 8                  |
| 4                  | Nederländerna      | 7                  |
| 4                  | Polen              | 7                  |
| 4                  | Tjeckien           | 7                  |